# Pierrick Cros (football, 1992)
Cet article concerne le footballeur jouant poste de défenseur né en 1992. Pour le footballeur jouant poste de gardien de but né en 1991, voir Pierrick Cros (football, 1991).
Pierrick Cros est un footballeur français, né le 17 mars 1992 à Montbrison (Loire). Il joue au poste de défenseur central. International dans les équipes de jeunes, il fait partie de l'équipe de France qui dispute l'Euro des moins de 17 ans en 2009.

## Biographie
Né à Montbrison dans la Loire, Pierrick Cros est le frère cadet de Ludovic Cros, également footballeur, né en 1987 et passé par le pôle espoirs de Vichy de 2000 à 2002, le centre de formation de Montpellier de 2002 à 2005 sous contrat aspirant, puis par Grenoble.

### Formation et débuts
Lors de la saison 2006-2007, en pré-formation au Pôle Espoirs de Vichy et licencié en parallèle à l'AS Saint-Étienne, il fait partie de l'équipe de la Ligue Rhône-Alpes des 14 ans, aux côtés des futurs internationaux Idriss Saadi et Harry Novillo. 

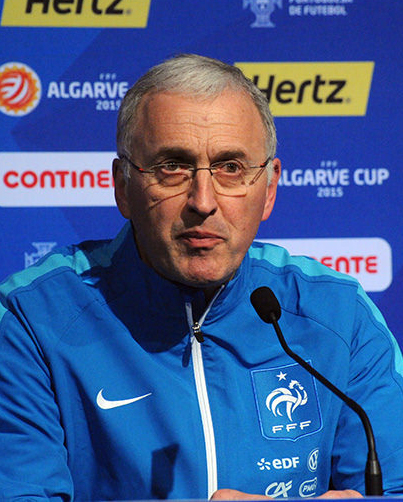
Philippe Bergerôo offre à Pierrick Cros 12 capes en équipe de France jeunes.

En 2007, alors qu'il vient d'intégrer le centre de formation de l'ASSE sous contrat aspirant, il est sélectionné en équipe de France des moins de 16 ans par Philippe Bergerôo. En janvier 2008, lors d'un tournoi en Turquie, il est blessé dans un accident de bus. En mars 2008, aux côtés de Mehdi Abeid, Arnaud Souquet et Valentin Eysseric, il est finaliste du Tournoi de Montaigu. En équipe de France, il fréquente également Ishak Belfodil, Nampalys Mendy et Denis Appiah. Lors de la saison 2008-2009, il est surclassé avec les 18 ans nationaux de l'ASSE. En avril 2009, il dispute de nouveau le Tournoi de Montaigu, cette fois avec l'ASSE. Capitaine de l'équipe, il remporte le trophée grâce à une victoire en finale contre le Stade rennais. En mai 2009, il est sélectionné pour l'Euro U17 en Allemagne mais n'y dispute aucun match.
Pierrick Cros fait sa première apparition en équipe réserve en mai 2009. La saison suivant il alterne entre les U19 et l'équipe B, qui obtient sa promotion en CFA. Il signe un contrat stagiaire avec l'ASSE en 2009, jusqu'en 2011. En mai 2011, il est finaliste de la Coupe Gambardella face à Monaco au Stade de France. Aligné en charnière centrale avec Kurt Zouma, il manque son tir au but et voit son équipe s'incliner. De 2010 à 2012, titulaire indiscutable avec l'équipe réserve dont il est le capitaine, il apparaît également quatorze fois sur le banc de l'équipe première et fait ses débuts en Ligue 1 en septembre 2011 à Lorient. À l'issue de la saison 2011-2012, il ne se voit pas proposer de contrat professionnel par Christophe Galtier, et doit quitter le club.

### Rebond en National et confirmation en Ligue 2
En août 2012, il rebondit à Uzès Pont du Gard, promu en National pour la première fois de son histoire. Lors de la saison 2012-2013, il est le délégué syndical de l'UNFP au sein de l'ES Uzès Pont du Gard. 

Pierrick Cros est un joueur cadre du Red Star durant 4 saisons.

Après avoir contribué au maintien de son club, il rejoint le Red Star en juillet 2013 à la suite d'un essai concluant. Cadre de l'équipe, il décroche le titre de champion de National en 2015, et accède à la Ligue 2. Il signe alors son premier contrat professionnel, d'une durée de deux saisons, malgré l'intérêt de quatre gros clubs de Ligue 2 et d'un club prestigieux en Roumanie. En octobre 2015, il prolongera jusqu'en juin 2018.
Après deux saisons pleines en Ligue 2 avec le Red Star, il active sa clause de départ à la suite de la relégation du club en National, et signe en 2017 un contrat de trois ans avec Platanias, un club de D1 grecque. Après six mois en Crète, il n'est plus payé et décide de résilier son contrat. Il s'engage alors le 31 janvier 2018 à l'ASF Andrézieux, son ancien club, jusqu'à la fin de la saison. Il y retrouve Romain Revelli, qui fut son entraîneur à l'ASSE. À l'intersaison 2018, il participe au stage de l'UNFP destiné au joueurs sans contrat. Après des essais infructueux au Mans puis au Tours FC, il s'engage à Bastia Borgo en janvier 2019. Le club finit la saison en trombe et accède au National 1. Il prolonge alors son contrat. La saison 2019-2020 est interrompue par la crise du Covid-19, mais le maintien est assuré.
En juin 2020, il signe un contrat d'un an au Stade lavallois. Cadre du vestiaire, se plaisant bien à Laval, il prolonge de deux saisons en mai 2021. Il remporte son deuxième titre de champion de National en 2022.

## Style de jeu
Pouvant évoluer au poste de défenseur latéral ou de sentinelle, il est beaucoup plus à l'aise dans l'axe de la défense. Ses qualités, outre une certaine aisance technique, sont le placement et l'anticipation. Il est perfectible au niveau du jeu de tête, du timing et du pied gauche.

## Palmarès
- Champion de France de National en 2015 avec le Red Star FC
- Champion de France de National en 2022 avec le Stade lavallois
- Finaliste de la Coupe Gambardella en 2011 avec l'AS Saint-Étienne
- Vice-champion du groupe C de National 2 en 2019 avec le FC Bastia-Borgo
- Vainqueur du Tournoi de Montaigu en 2009 avec l'AS Saint-Étienne
- Finaliste du Tournoi de Montaigu en 2008 avec l'équipe de France des moins de 16 ans

## Statistiques
| Saison                | Club                  | Championnat           | Championnat | Championnat | Coupe nationale | Coupe nationale | Coupe de la Ligue | Coupe de la Ligue | Compétition(s) continentale(s) | Compétition(s) continentale(s) | Compétition(s) continentale(s) | Total | Total |
| Saison                | Club                  | Division              | M.          | B.          | M.              | B.              | M.                | B.                | Comp.                          | M.                             | B.                             | M.    | B.    |
| 2011-2012             | AS Saint-Étienne      | Ligue 1               | 1           | 0           | -               | -               | -                 | -                 | -                              | -                              | -                              | 1     | 0     |
| 2012-2013             | ES Pays d'Uzès        | National              | 30          | 0           | 2               | 0               | -                 | -                 | -                              | -                              | -                              | 32    | 0     |
| 2013-2014             | Red Star FC           | National              | 28          | 0           | 2               | 0               | -                 | -                 | -                              | -                              | -                              | 30    | 0     |
| 2014-2015             | Red Star FC           | National              | 24          | 1           | 6               | 0               | -                 | -                 | -                              | -                              | -                              | 30    | 1     |
| 2015-2016             | Red Star FC           | Ligue 2               | 27          | 2           | 1               | 0               | 1                 | 0                 | -                              | -                              | -                              | 29    | 2     |
| 2016-2017             | Red Star FC           | Ligue 2               | 29          | 0           | 2               | 0               | 0                 | 0                 | -                              | -                              | -                              | 31    | 0     |
| Total sur la carrière | Total sur la carrière | Total sur la carrière | 139         | 3           | 13              | 0               | 1                 | 0                 | -                              | -                              | -                              | 153   | 3     |

## Vie personnelle
Il est titulaire d'un baccalauréat STG, marié et père d'un petit Lenny né le 22 avril 2021,.